# Зейтинлик (квартал на Истанбул)
„Зейтинлик“ (на турски: Zeytinlik) е квартал на Истанбул, разположен в градска околия Бакъркьой. Общата му площ е 0,29 км2. Според данни на Адресната система за регистриране на населението (ABPRS) към 2024 г. населението на „Зейтинлик“ е 5146 жители.